# 스포츠브라

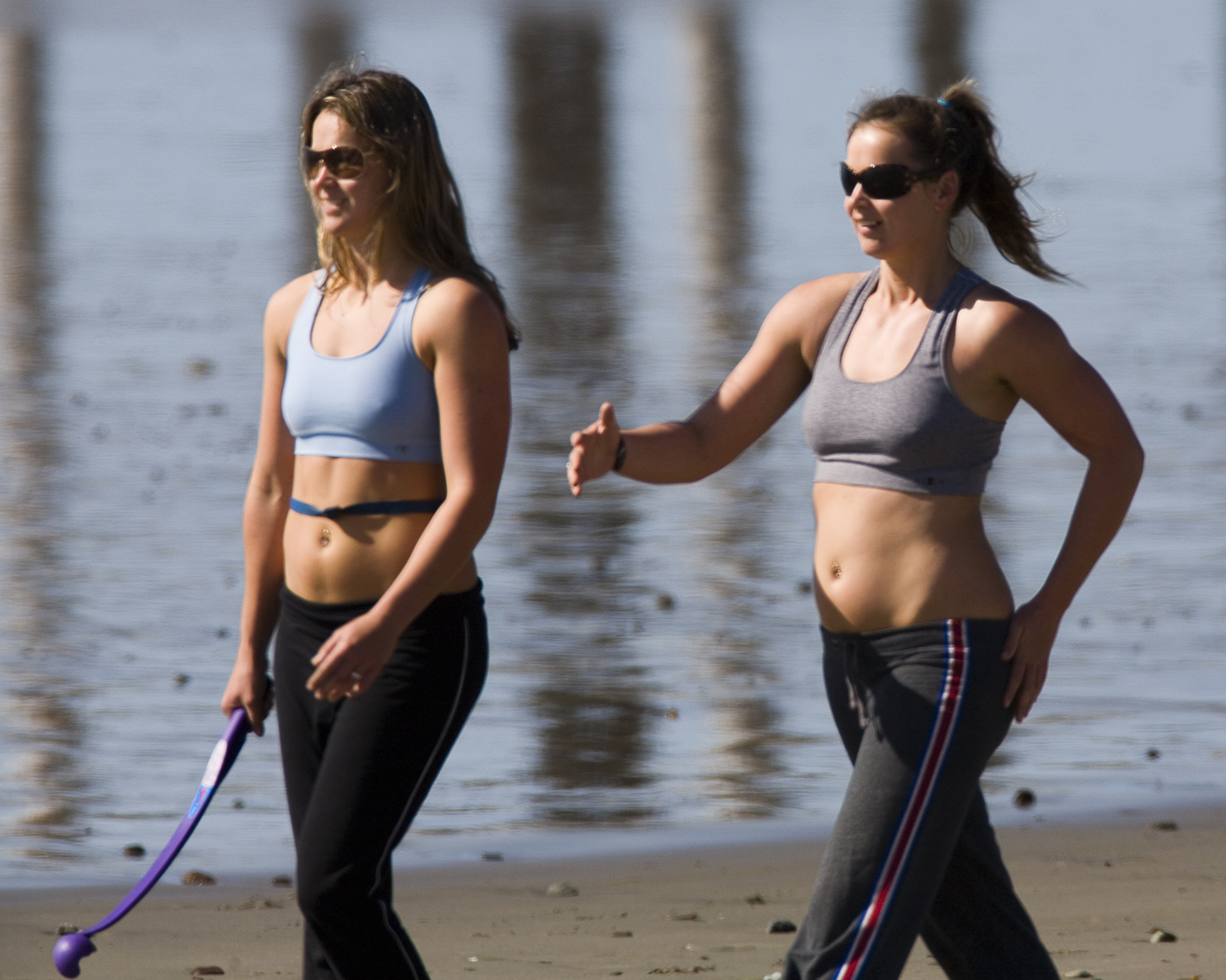
미국 캘리포니아주 카유코스 해변에서 스포츠브라를 착용한 2명의 여자가 운동을 하는 모습

스포츠브라(Sports bra)는 신체 운동 과정에서 여성의 유방을 지탱해 주는 브래지어이다. 일반적인 브래지어보다 튼튼한 구조를 띠고 있어서 가슴의 움직임을 최소화하고 불편함을 완화한다. 많은 여성들이 운동 도중에 일어나는 가슴의 움직임으로 인한 통증 및 신체적인 불편함을 줄이기 위해 스포츠브라를 착용한다. 어떤 스포츠브라는 조깅과 같은 운동 과정에서 겉옷으로 입도록 디자인되어 있다. 가슴 트라우마와 관련된 운동을 위한 여분의 패딩이 있는 스포츠브라도 있다.

## 역사

조그브라(Jogbra)의 모습. 뒷면 포장지에는 "가슴이 튀지 않게 해주는 프로페셔널 애슬레틱 서포트 브라"(Professional Athletic Support Bra)라고 쓰여져 있다.

상업적으로 생산된 최초의 스포츠브라는 1975년에 미국의 글래머라이즈 파운데이션(Glamorise Foundations, Inc.)에서 생산한 "프리 스윙 테니스 브라"(Free Swing Tennis Bra)이다. 1977년에는 미국의 작가인 리사 린덜(Lisa Lindahl)과 연극 의상 디자이너인 폴리 스미스(Polly Smith)가 스미스의 조수였던 힌다 슈라이버(Hinda Schreiber)의 도움을 통해 최초의 일반 스포츠브라를 발명했다. 이 속옷은 처음에 "작브라"(Jockbra)라고 불렀고 나중에 "조그브라"(Jogbra)로 바뀌었다. 이 브래지어는 린덜과 그의 자매인 빅토리아 우드로가 운동할 때에 착용했던 일반적인 브래지어가 미끄러지고 피부 마찰로 인하여 염증이 생기고 가슴 쓰림과 통증을 호소할 정도로 불편함을 느낀 것이 발단이 되었다. 린덜과 스미스가 더 좋은 대체재를 연구하자 남편은 작스트랩을 참고하라고 조언했고 두 사람은 작스트랩의 기능을 결합한 조깅용 브래지어를 만들었다.
1990년에는 플레이텍스(Playtex)가 린덜과 그의 동료들로부터 조그브라를 구입했다. 뒤를 이어 뉴저지 의과대학교 외과 부교수였던 크리스틴 헤이콕의 연구가 진행되었다. 헤이콕은 트레드밀을 달리는 여자들의 가슴 움직임을 측정하면서 스포츠브라에 여자들의 가슴이 튀어오르는 현상을 최소화한 어깨끈, 추가적으로 받쳐주는 넓은 하단 밴드가 필요하다고 지적했다. 미국 몬태나주 출신의 미용사였던 리넬 브래턴(Renelle Braaten)은 라켓볼과 배구를 하면서 같은 문제점을 감지했고 프리랜서 의류 디자이너인 하이디 피스크(Heidi Fisk)와 함께 에넬(Enell Inc.)을 설립했다.
1999년에는 미국 캘리포니아주 패서디나에서 열린 미국과 중국의 1999년 FIFA 여자 월드컵 결승전에서 미국의 5번째 승부차기를 성공시킨 축구 선수인 브랜디 채스테인이 자신의 상의를 직접 벗고 스포츠브라를 과감히 드러내는 동작을 선보였다. 이 이미지는 스포츠 경기에서 승리를 축하하는 여성의 상징적인 모습으로 여겨지고 있다. 2001년에는 에넬의 제안을 받은 오프라 윈프리가 스포츠브라를 직접 착용했는데 《O, 더 오프라 매거진》(O, The Oprah Magazine)에서 호평을 받았고 오프라 윈프리 쇼를 통해 주문량의 증가를 이끌었다.

## 디자인의 유형
스포츠브라는 가슴을 보호하거나 압박하는 구조를 띠고 있다. 보호형 스포츠브라에는 각 유방의 대부분에 맞도록 디자인된 몰드컵이 있다. 압박형 스포츠브라는 가슴을 몸에 단단히 고정시켜 움직임을 제한하도록 설계되었다. 보호형 스포츠브라는 일반적으로 불편함을 줄이는 데 더 효과적인 반면 압박형 스포츠브라는 고강도 활동에 더 효과적일 수 있다.
가장 흔한 스포츠브라는 기본적으로 아랫부분이 잘린 탱크톱처럼 디자인되어 있다. 다른 디자인은 젤과 워터 패드, 섬유, 에어백을 사용한다. 바느질이 없는 스포츠브라는 와코루에 의해 만들어졌는데 가슴 모양을 형성하고 압박하는 구조를 갖고 있다. 압박형 스포츠브라는 가슴을 가슴 쪽으로 밀어서 움직임과 반동을 줄이도록 고안되었다. 다른 스포츠브라는 원형으로 뜨개질되어 다양한 신축성과 지지력을 제공합니다. 일반적인 디자인은 피부에 땀을 끌어내어 자극을 줄이도록 설계된 라이크라(Lycra)와 같이 신축성 있고 흡수성이 좋은 직물을 사용한다.
스포츠브라는 여성들이 특정한 수술을 받은 이후에 착용하기도 한다. 그런 상황에서는 힐링과 편안함을 위해 압박감 있고 이음새 없는 컵이 있는 스포츠브라를 추천한다. 라이크라와 같은 일부 직물은 부기를 줄이고 수술 절차에 의해 변형된 가슴 라인을 고르게 하는데 도움을 주는 것으로 밝혀졌다. 스포츠브라는 또한 큰 가슴을 가진 남성들이 신체 활동에 보다 편안하게 참여할 수 있도록 제조된다. 남성용 스포츠브라를 완곡하게 설명하는 데 사용되는 설명으로는 가슴 바인더, 압박 조끼 또는 심멜 등이 있다.
표준형 스포츠브라는 어깨끈에서 문제를 일으키기도 한다. 표준형 스포츠브라는 "정사각형 프레임" 형태로 제작되며 팔을 옆구리에 대고 똑바로 서 있는 위치에 있는 각 여성에 대해 모든 치수가 조정된다. 여성이 어깨 위로 팔을 들어올려야 하는 활동을 할 때 가슴띠에 의해 고정되기 때문에 프레임에 무리가 가며 어깨 사다리꼴 근육에 직접적인 압력을 가한다. 이것은 목과 어깨의 통증, 저림, 팔의 얼얼함과 두통을 유발할 수 있다. 이런 문제를 피하기 위해 스포츠브라의 어깨끈은 보통 뒤쪽에 교차되어 있거나 홀터 스타일로 착용한다.

### 다양한 디자인

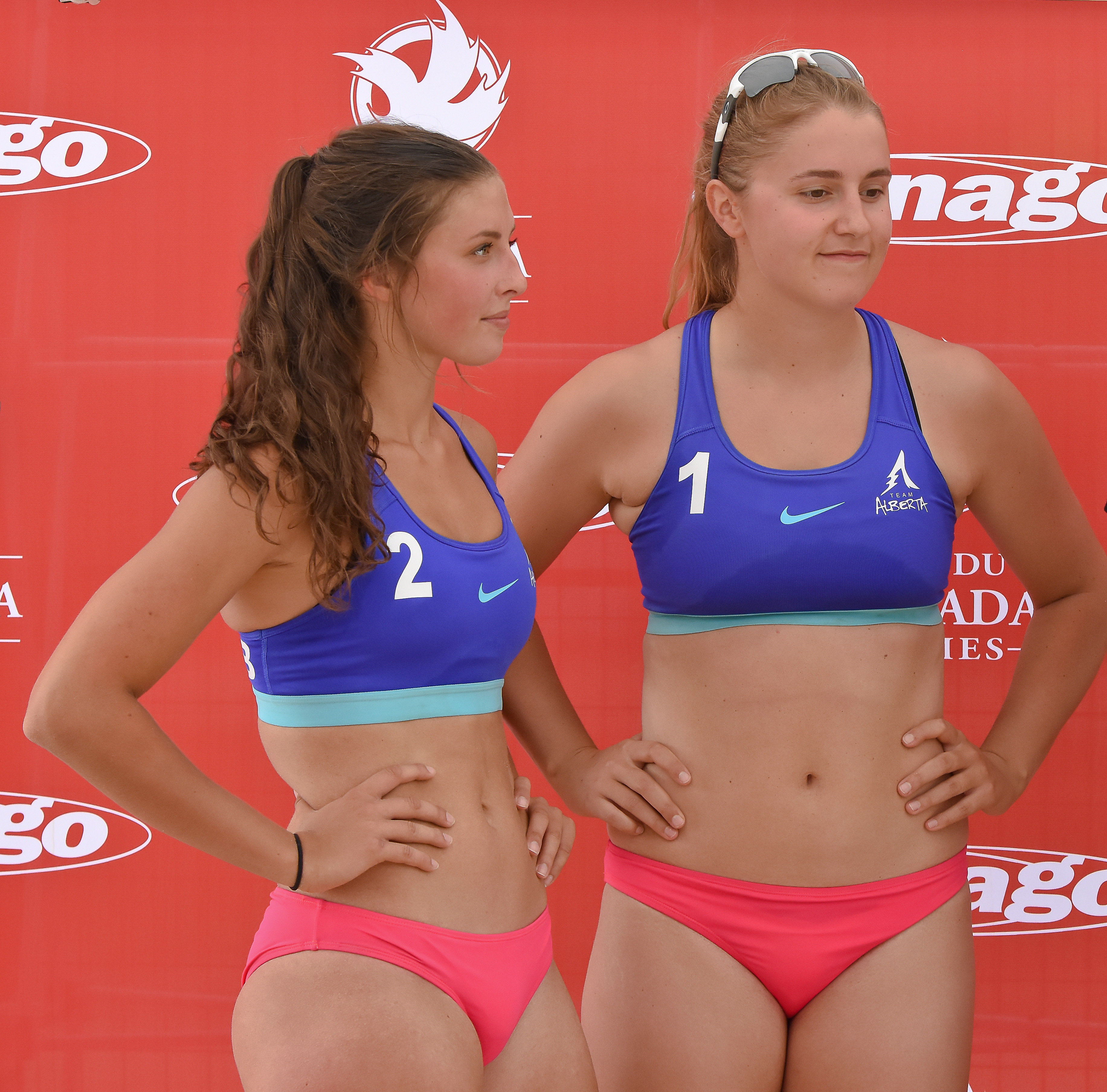
2명의 비치발리볼 선수들이 착용한 스포츠브라의 정면과 측면.
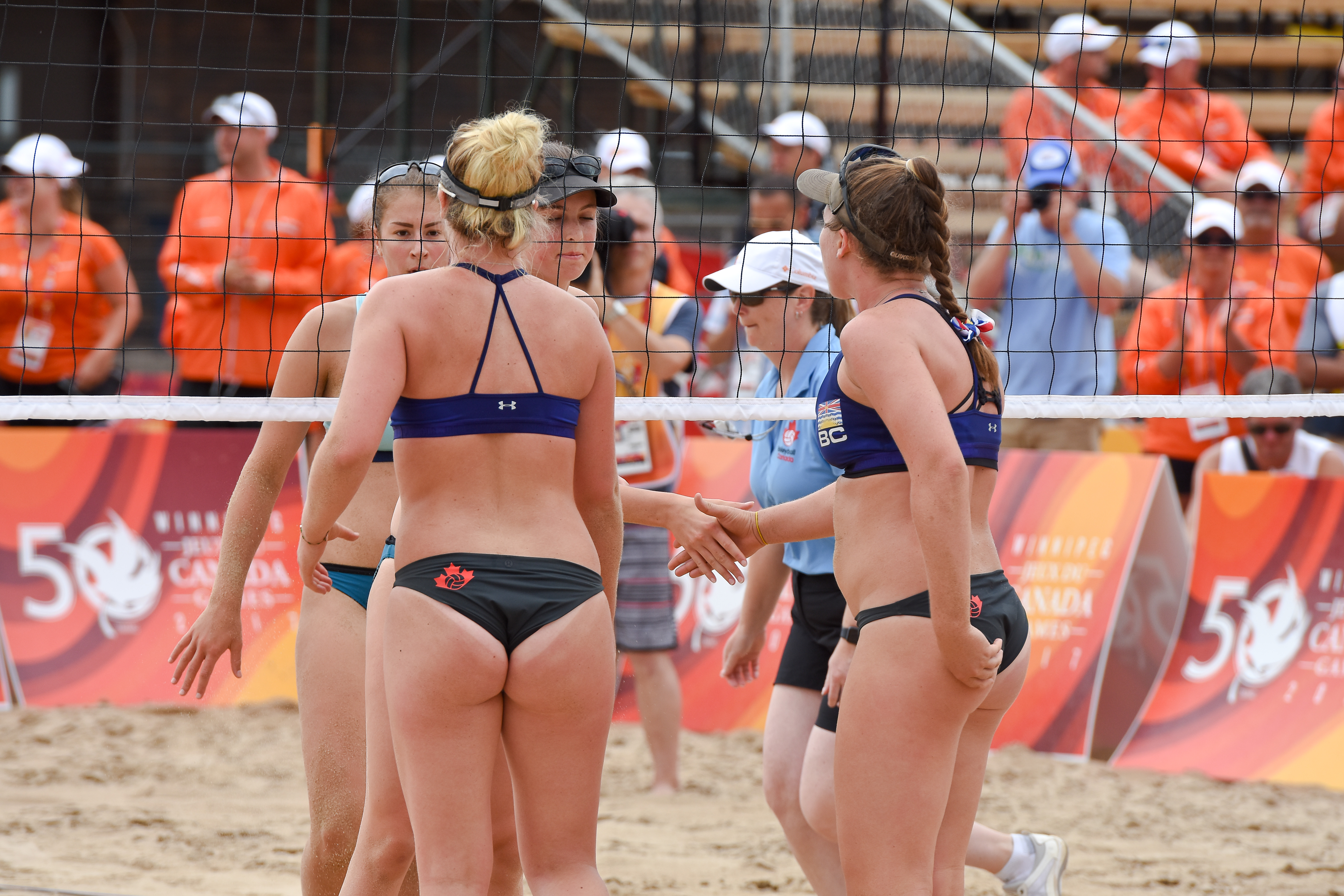
뒤에서 본 스포츠브라: 가로띠에서 나온 2개의 어깨끈이 위쪽에서 결합된다.
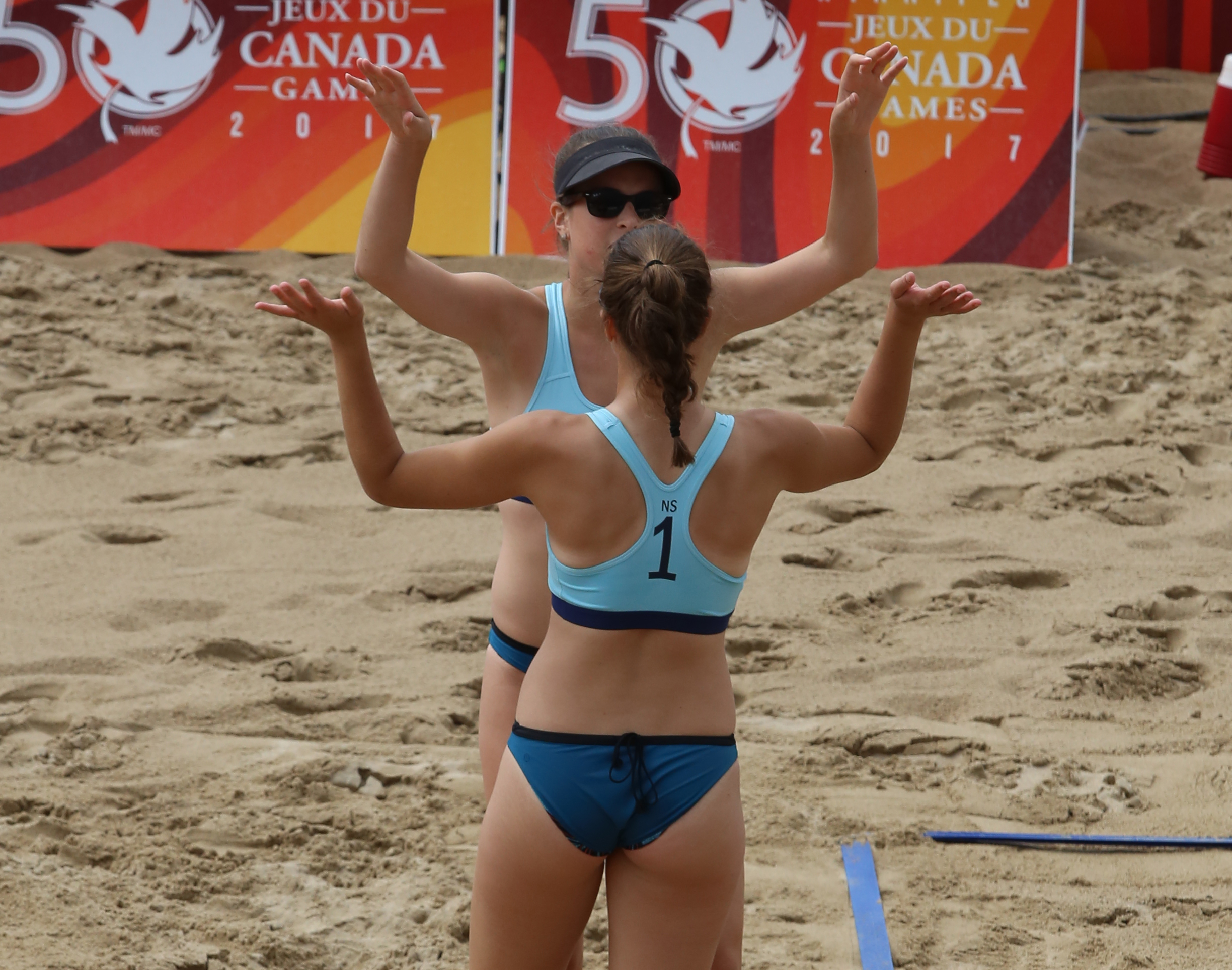
스포츠브라의 뒷모습: 어깨끈이 없는 조끼 모양의 스포츠브라.
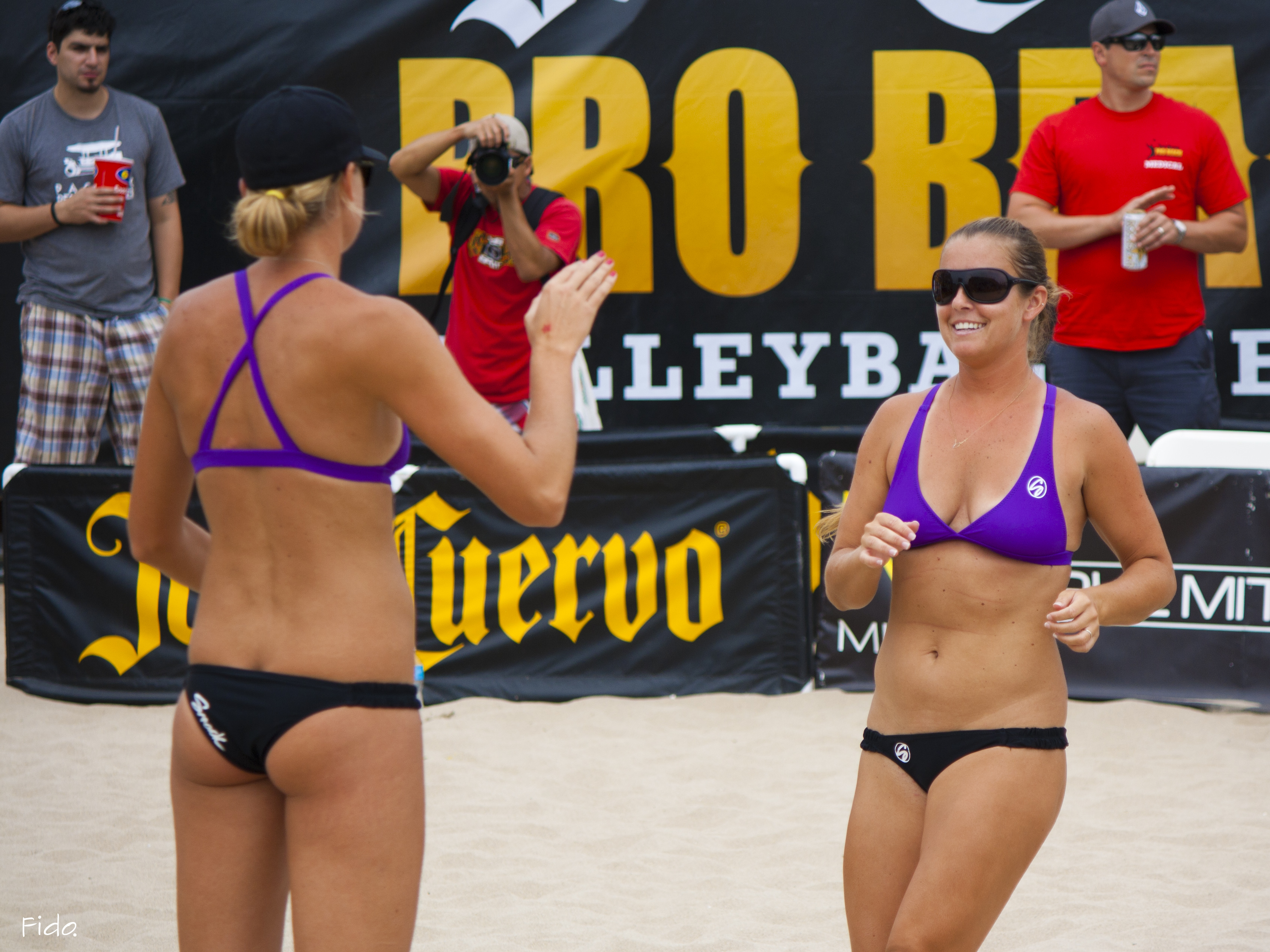
왼쪽에 있는 여자는 스포츠브라를 착용하고 있는데 이 스포츠브라의 가로띠는 버팀줄처럼 얇다.

## 조절 단계
스포츠브라는 신체 활동마다 유방의 조절을 필요로 한다. 요가·걷기·정원 가꾸기는 "가벼운" 조절만을 필요로 하고 사이클·파워 워킹·하이킹은 "적절한" 통제, 테니스·축구·조깅은 "단호한" 조절, 달리기·격렬한 운동·복싱·승마는 "최대한의" 조절만을 필요로 한다. 일부 여자 선수들은 스포츠브라가 호흡을 방해할 수 있다고 우려하지만 늑골에 가해지는 압력이 증가했다고 해도 호흡에 큰 영향은 나타나지 않는다.

## 같이 보기
- 스판덱스
- 운동복